# Roger "Race" Bannon
Roger "Race" Bannon, é a personagem fictícia da série de TV Jonny Quest, é um agente federal que faz a segurança do Dr. Quest e seu filho. Ele também é professor e "babá" de Jonny e Hadji que sempre se mentem em confusões. Roger tem 32 anos e luta judô, além de pilotar todos  os tipos de veículos e atirar muito bem. Ele sempre arrisca sua vida para a salvar a de seus protegidos.

## Curiosidades
- A primeira dublagem brasileira do personagem ficou a cargo do então dublador e hoje ator e diretor, Dennis Carvalho, sendo a primeira e mais elogiada dublagem em português do personagem na versão clássica (1964).
- Em um episódio intitulado "Perigo duplo", o Dr. Zin, um dos grandes inimigos do grupo, cria um homem para parecer com Roger chamado na verdade de Korcheek, em todos os aspectos, físicos, psicológico e mentais para roubar uma fórmula que ajudaria os homens contra a deterioração mental no espaço.

- Em outro episódio ("Ao Soar dos Tambores") ele fica completamente roxo por se pintar com morangos da floresta.